# Neuville-sur-Ain

Neuville-sur-Ain este o comună în departamentul Ain din estul Franței.